# Trupanea asteroides
Trupanea asteroides är en tvåvingeart som först beskrevs av Friedrich Georg Hendel 1914.  Trupanea asteroides ingår i släktet Trupanea och familjen borrflugor.
Artens utbredningsområde är Peru. Inga underarter finns listade i Catalogue of Life.